# Coalition Provisional Authority
De Coalition Provisional Authority (CPA) (Engels: Voorlopige Autoriteit onder de Coalitie) was van 12 mei 2003 tot 28 juni 2004 de machthebber en bestuurder in Irak.

## ORHA
Na afloop van de Golfoorlog van 2003 werd de Office for Reconstruction and Humanitarian Assistance (ORHA) opgericht, een door de Amerikaanse regering opgerichte organisatie die was aangesteld om als waarnemende regering in Irak te functioneren, totdat er een door burgers gekozen regering kon worden ingesteld.
De leider van deze organisatie (vanaf 2 april 2003) was Jay Garner. 
VN-resolutie 1483 gaf een mandaat aan de VS en het Verenigd Koninkrijk om Irak te besturen.

## CPA
Op 12 mei 2003 kwam Paul Bremer aan in Bagdad als hoofd van de Coalition Provisional Authority (CPA), die de ORHA opvolgde. Bremers oorspronkelijke plaatsvervanger was Sir Jeremy Greenstock, de voormalige Britse VN-ambassadeur.  Sir Jeremy's rol later nu overgenomen door David Richmond, een relatief jonge Britse diplomaat. 
Op 22 juli 2003 benoemde de CPA een speciale Iraakse interim-regeringsraad bestaande uit prominente Irakezen uit verschillende sectoren van de Iraakse maatschappij. Deze raad had een bepaalde macht, maar stond onder de autoriteit van de CPA. De raad benoemde representanten voor de Verenigde Naties en interim-ministers, en stelde een schets op van een grondwet waar de Iraakse bevolking in de toekomst over zou gaan stemmen.
Elke maand werd een andere president benoemd voor de raad.
De CPA werd militair ondersteund door de Stabilisation Force Iraq. 

### Einde en overdracht

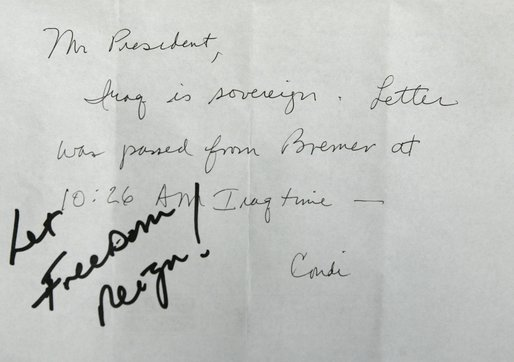
Notitie aan president Bush aangaande de soevereiniteitsoverdracht aan Irak op 28 juni 2004 met aantekening van Bush Let Freedom Reign

Op 28 juni 2004 droeg de CPA de macht over aan een interim-regering onder leiding van Iyad Allawi. De overdracht was twee dagen eerder dan gepland. In de aanloop naar de overdracht vonden diverse zware aanslagen plaats. 
Begin 2005 vonden verkiezingen plaats. 